# Heartful Song Covers
『Heartful Song Covers』（ハートフル・ソング・カヴァーズ）は、May J.の2枚目となるカバーアルバム。

## 内容
2013年にリリースしヒットを記録した『Summer Ballad Covers』に続くカバー・アルバムの第2弾である。前作はリクエストにより制作されたアルバムであったが、本作は今、彼女が本当に伝えたい詩(うた)として、自身の意思により制作されたアルバムである。「明日も笑顔でいられるように」というテーマで、歌詞を重視し選曲された。
オリコンチャートでは6位に初登場し、翌週も6位を記録した。また、「Let It Go 〜ありのままで〜」が収録されていることも後押しし、週間2位まで上昇した。
2014年7月23日にはCD・DVDともに内容を追加した「Deluxe Edition」をリリースした。

## 収録曲
1. 手紙 〜拝啓 十五の君へ〜 (5:17)
  - 作詞・作曲：アンジェラ・アキ

原曲：アンジェラ・アキ「手紙 〜拝啓 十五の君へ〜」
2. Believe (4:33)
  - 作詞・作曲：杉本竜一

原曲：エンジェルスハーモニー「Believe」
3. キラキラ (4:47)
  - 作詞・作曲：小田和正

原曲：小田和正「キラキラ」
4. 元気を出して (5:15)
  - 作詞・作曲：竹内まりや

原曲：薬師丸ひろ子「元気を出して」
5. Story (5:15)
  - 作詞：AI 作曲：2 SOUL for 2 SOUL MUSIC,INC.

原曲：AI「Story」
6. 花〜すべての人の心に花を〜 (4:45)
  - 作詞・作曲：喜納昌吉

原曲：喜納昌吉&チャンプルーズ「花〜すべての人の心に花を〜」
7. 生きてこそ (4:14)
  - 作詞：玉城千春 作曲：Kiroro

原曲：Kiroro「生きてこそ」
8. やさしさに包まれたなら (3:51)
  - 作詞・作曲：荒井由実

原曲：荒井由実「やさしさに包まれたなら」
9. Let It Go 〜ありのままで〜 (Heartful ver.) (4:21)
  - 作詞・作曲：Kristen Anderson-Lopez and Robert Lopez
  - 日本語訳：高橋知伽江

原曲：イディナ・メンゼル／デミ・ロヴァート「レット・イット・ゴー」
ディズニー映画「アナと雪の女王」主題歌。1月に配信限定シングルとしてリリースされ、本作ではアルバムバージョンとして収録[要出典]。
10. 永遠に (5:11)
  - 作詞：安岡優 作曲：妹尾武

原曲：ゴスペラーズ「永遠に」
11. I Believe [Japanese Version] feat. V.I (from BIGBANG) (4:51)
  - 作詞：Yang Jae Sun, 小林夏海 作曲：Kim Hyoung Seok

原曲：シン・スンフン「I Believe」
12. 遠く遠く (5:47)
  - 作詞・作曲：槇原敬之

原曲：槇原敬之「遠く遠く」
13. Amazing Grace (5:59)
  - 作詞：John Newton

賛美歌「Amazing Grace」のカバー
パナソニック企業CM「Wonders!」テーマソング
14. Taking Chances
Deluxe Editionのみ収録
15. A Whole New World with クリス・ハート
Deluxe Editionのみ収録
16. Let It Go [劇中歌 / 英語歌]
Deluxe Editionのみ収録

### 初回限定盤DVD
Music Video
1. Believe
2. 元気を出して
3. 生きてこそ
4. I Believe [Japanese Version] feat. V.I (from BIGBANG）
5. LIFE

May J. Autumn Tour 2013 ～Best & Covers～ 2013.11.8 Zepp Tokyo
1. 渚
2. 夏祭り
3. secret base 〜君がくれたもの〜
4. I DREAMED A DREAM

− Deluxe Edition Special Movies −（Deluxe Editionのみ）
1. 波乗りジョニー（Deluxe Editionのみ）
2. First Love（Deluxe Editionのみ）
3. ハナミズキ（Deluxe Editionのみ）

特典映像
1. 1st Cover Album『Summer Ballad Covers』発売記念インタビュー
2. May J.が初めて語る「過去」「今」「未来」